# Joe Marie Judie C Roy
Pour les articles homonymes, voir Roy.
Joe Marie Judie C Roy, née en 1964 et morte en 2016 à Pétion-Ville, en Haïti, est une militante des droits des femmes et femme politique haïtienne.
Ancienne prisonnière politique, elle est également docteure en économie politique et professeure d'université.

## Biographie
Joe Judie C. Roy s'engage auprès d'organisations locales et plusieurs institutions dont IDEA International, ONU Femmes, IHSI, la police nationale d'Haïti et l'USAID.
Son activisme la conduit à une carrière politique. Elle fonde l'organisation Regroupement patriotique pour le renouveau national (REPAREN). Le 14 juillet 2003, elle est maltraitée, puis arrêtée par des agents de la police nationale haïtienne, aux côtés de trois membres de son organisation. Entre 2001 et 2004, sous la présidence de Jean-Bertrand Aristide, elle est prisonnière politique durant plusieurs mois.
En 2005, elle est l'une des premières femmes à se porter candidate à la présidence d’Haïti. Malgré sa défaite attendue, elle rejoint le ministère de l'Environnement.
Elle œuvre également au ministère délégué à la promotion de la paysannerie, ainsi qu'au ministère à la Condition féminine et aux Droits des femmes sous l'administration de Marie Laurence Jocelyn Lassegue en 2009.
Au lendemain du tremblement de terre de 2010, Roy déclare : « Nous avons perdu beaucoup de choses: notre peuple, nos infrastructures et certaines de nos plus ardentes défenseures » (en référence aux activistes des droits de la femme). Sa conviction pour défendre les droits de son peuple, et en particulier ceux des femmes, ainsi que la cause écologique est alors redoublée et elle se présente à nouveau aux élections présidentielles de 2010, puis de 2015[réf. nécessaire]. La lutte contre la pauvreté est également la ligne directrice de chacune de ses campagnes.
En 2016, Judie C. Roy regagne le ministère à la Condition féminine en tant que cheffe de cabinet de Marie Denise Claude. Elle occupe ce poste jusqu'à sa mort, le 30 novembre de la même année.
Engagée pour la représentation des femmes dans la politique et l'administration de son pays, elle a également été consultante du Collectif féminin pour la participation politique des Femmes (Fanm yo la) dans le cadre du projet de renforcement des compétences des femmes parlementaires, de 2006 à 2007. Elle conduit la campagne nationale de sensibilisation autour de l'application du quota constitutionnelle de 30 % de femmes dans les services publics entre 2013 et 2014.